# Насер Шадли
Насер Шадли (хол. Nacer Chadli; Лијеж, 2. август 1989) је белгијски фудбалер, који тренутно игра за Истанбул Башакшехир.
Каријеру је започео у Холандији у којој је наступао за Апелдорн и Твенте из кога је прешао у Тотенхем.
Дебитовао је за репрезентацију Марока, али се следеће године одлучио да наступа за Белгију за коју је до сада одиграо 27 мечева на којима је постигао 3 гола. Учествовао је и на Светском првенству 2014. године.

## Трофеји

### Твенте
- Куп Холандије (1) : 2010//1.
- Суперкуп Холандије (1) : 2011.

## Статистика каријере

### Репрезентативна
Статистика до 18. новембра 2020.
| Белгија | Белгија | Белгија |
| Год.    | Наступи | Голови  |
| ------- | ------- | ------- |
| 2011    | 6       | 1       |
| 2012    | 5       | 1       |
| 2013    | 7       | 0       |
| 2014    | 10      | 2       |
| 2015    | 3       | 0       |
| 2016    | 2       | 0       |
| 2017    | 9       | 1       |
| 2018    | 13      | 1       |
| 2019    | 4       | 2       |
| 2020    | 2       | 0       |
| Укупно  | 61      | 8       |